# Halle (Saale)
Halle (Saale), care se citește Halle an der Saale, este numele oficial al orașului Halle din landul Saxonia-Anhalt (Sachsen-Anhalt), Germania. Are statut de district urban, deci este un oraș-district (germană: kreisfreie Stadt, oraș ce nu ține de vreun district rural). Este port pe râul Saale. Populația sa este de 321.000 locuitori. 

## Istoric
Halle este un vechi oraș hanseatic (secolele XII-XV), cu numeroase edificii religioase de la sfârșitul Evului Mediu. Universitatea datează din anul 1694. În epoca industrializării a devenit un centru industrial (metalurgie, mecanică, chimie).

## Instituții
- Academia Leopoldină

## Personalități născute aici
- Johann Sigismund, Elector de Brandenburg (1572 - 1619), principe elector;
- Anne Catherine de Brandenburg (1575 - 1612), soția lui Christian al IV-lea al Danemarcei;
- Samuel Scheidt (1587 - 1654), organist;
- Magdalene Sibylle de Saxa-Weissenfels (1648 - 1681), soția lui Frederic I, Duce de Saxa-Gotha-Altenburg;
- Johann Adolf I, Duce de Saxa-Weissenfels (1649 - 1697), duce de Sachsen-Weißenfels⁠(d);
- Friedrich Hoffmann (1660 - 1742), om de știință;
- Magdalene Sibylle de Saxa-Weissenfels (1673 - 1726), nobilă de Sachsen-Weißenfels;
- Georg Friedrich Händel (1685 - 1759), compozitor;
- Johann Friedrich Struensee (1737 - 1772), medic;
- Johann August Grunert (1797 - 1872), matematician;
- Hermann Hankel (1839 - 1873), matematician;
- Max Ludwig (1896 - 1957), sportiv la bob;
- Reinhard Heydrich (1904 - 1942), ofițer SS;
- Günther Hunold (n. 1926), scriitor în domeniul educației sexuale;
- Margot Honecker (1927 - 2016), politician, soția lui Erich Honecker;
- Hans-Dietrich Genscher (1927 - 2016), ministru de externe⁠(d);
- Freimut Börngen (1930 - 2021), astronom;
- Lothar Milde (n. 1934), atlet;
- Klaus Urbanczyk (n. 1940), fotbalist;
- Marita Lange (n. 1943), atletă;
- Bernd Bransch (1944 - 2022), fotbalist;
- Ulrich Wehling (n. 1952), skior olimpic;
- Angelika Hellmann (n. 1954), gimnastă;
- Kersten Neisser (n. 1956), canotoare;
- Manfred Deckert (n. 1961), sportiv la sărituri cu schiurile;
- Birgit Süß (n. 1962), gimnastă;
- Jochen Pietzsch (n. 1963), sportiv la sanie;
- Andreas Stähle (n. 1965), canoist;
- Kerstin Müller (n. 1969), canotoare;
- Ines Kuba (n. 1971), sportivă, fotomodel;
- Torsten Spanneberg (n. 1975), înotător;
- Stefan Pfannmöller (n. 1980), canoist;
- Stefan Henze (1981 - 2016), canoist;
- Conny Waßmuth (n. 1983), caiacistă;
- Andreas Wank (n. 1988), sportiv la sărituri cu schiurile.